# 24: Redemption
24: Redemption är en amerikansk TV-film från 2008 i regi av Jon Cassar, som är fortsättning på TV-serien 24.

## Handling
Efter att ha offrat allt för sitt land har Jack Bauer (Kiefer Sutherland) bara en sak kvar - sin frihet. Han jobbar som missionär i det afrikanska landet Sengala där han måste stoppa en hänsynslös krigsherre från att rekrytera oskyldiga barn till hans mordiska milis. För att lyckas med detta måste han konfronteras sitt förflutna och fatta ett omöjligt beslut som kommer att ändra hans liv för alltid. Samtidigt letar USA:s myndigheter efter Jack för att ställa honom inför rätta.

## Medverkande (i urval)
| Kiefer Sutherland | – Jack Bauer                                   |
| Cherry Jones      | – Allison Taylor, USA:s tillträdande president |
| Bob Gunton        | – Ethan Kanin                                  |
| Colm Feore        | – Henry Taylor                                 |
| Powers Boothe     | – Noah Daniels, USA:s president                |
| Robert Carlyle    | – Carl Benton                                  |
| Jon Voight        | – Jonas Hodges                                 |
| Peter MacNicol    | – Tom Lennox                                   |
| Gil Bellows       | – Frank Trammell                               |
| Hakeem Kae-Kazim  | – Överste Iké Dubaku                           |

## Om filmen
På grund av manusförfattarna i Writers Guild of America (WGA) gick ut i strejk 2007-2008 så försenades produktionen av TV-serien 24:s sjunde säsong med drygt ett år: pga av detta så tillkom TV-filmen.
Filmen är 83 minuter lång och utspelar sig, liksom avsnitten i TV-serien, i realtid. Handlingen i 24: Redemption utspelar sig mellan sjätte och sjunde säsongen av TV-serien. Merparten av 24: Redemption spelades in i och kring Kapstaden i Sydafrika.
24: Redemption premiärvisades 23 november 2008 på Fox i USA. Den släpptes på DVD två dagar därefter. 24: Redemption nominerades för en Golden Globe liksom fem Emmy Awards.